# Jacobus Eyndius
Jacob van den Eynde III, né en 1575 à Delft et mort le 11 septembre 1614 à Haamstede, également connu sous le nom de Jacques van den Eynde, et mieux connu sous le nom de Jacobus Eyndius, est un poète, scientifique, historien et capitaine néerlandais. Son œuvre la plus connue est le Chronici Zelandiae. Sa devise est Marte prudens pace clemens.

## Les premières années
Jacob van den Eynde naît à Delft, fils de Jacob van den Eynde II, gouverneur de Woerden, et Maria van Hogendorp,. En 1609 Van den Eynde épouse Clara / Claire van Raaphorst / Raephorst. Elle est la fille d'Albert de Raephorst et d'Agathe de Culembourg. Sa mère est la fille d'un homme né hors mariage nommé Palensteyn, de la maison de Culembourg. Elle achète la seigneurie de Haamstede, sur l'île de Schouwen, du seigneur de Cruyningen. Ainsi, Van den Eynde acquiert la seigneurie de Haamstede de sa femme par leur mariage. Après sa mort prématurée, elle se remarie avec Jacob de Witte, qui hérite par conséquent de la seigneurie, puisque Van den Eydne n'a pas d'enfants.

## Carrière militaire

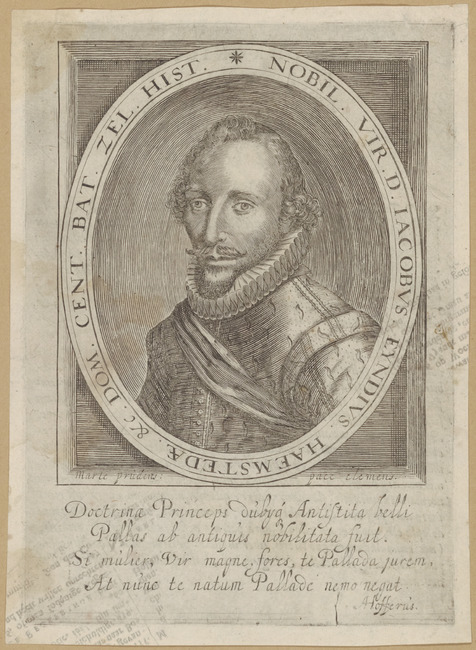
Jacob van den Eynde

À la fin de ses études, il poursuit une carrière militaire et est capitaine d'un régiment d'infanterie au service de Maurice, prince d'Orange,,,. Il se distingue dans cette position. Sa carrière militaire ne l'empêche pas de cultiver sa passion pour les lettres. Jacob, le père de Van den Eynde, gouverneur de Woerden, est un auteur de poésie en latin.
Afin de se consacrer entièrement à l'écriture, Van den Eynde interrompt sa carrière militaire. Il y a une incertitude sur le moment où il le fait, mais il part probablement à l'occasion de la Trêve de douze ans,.

## Poésie

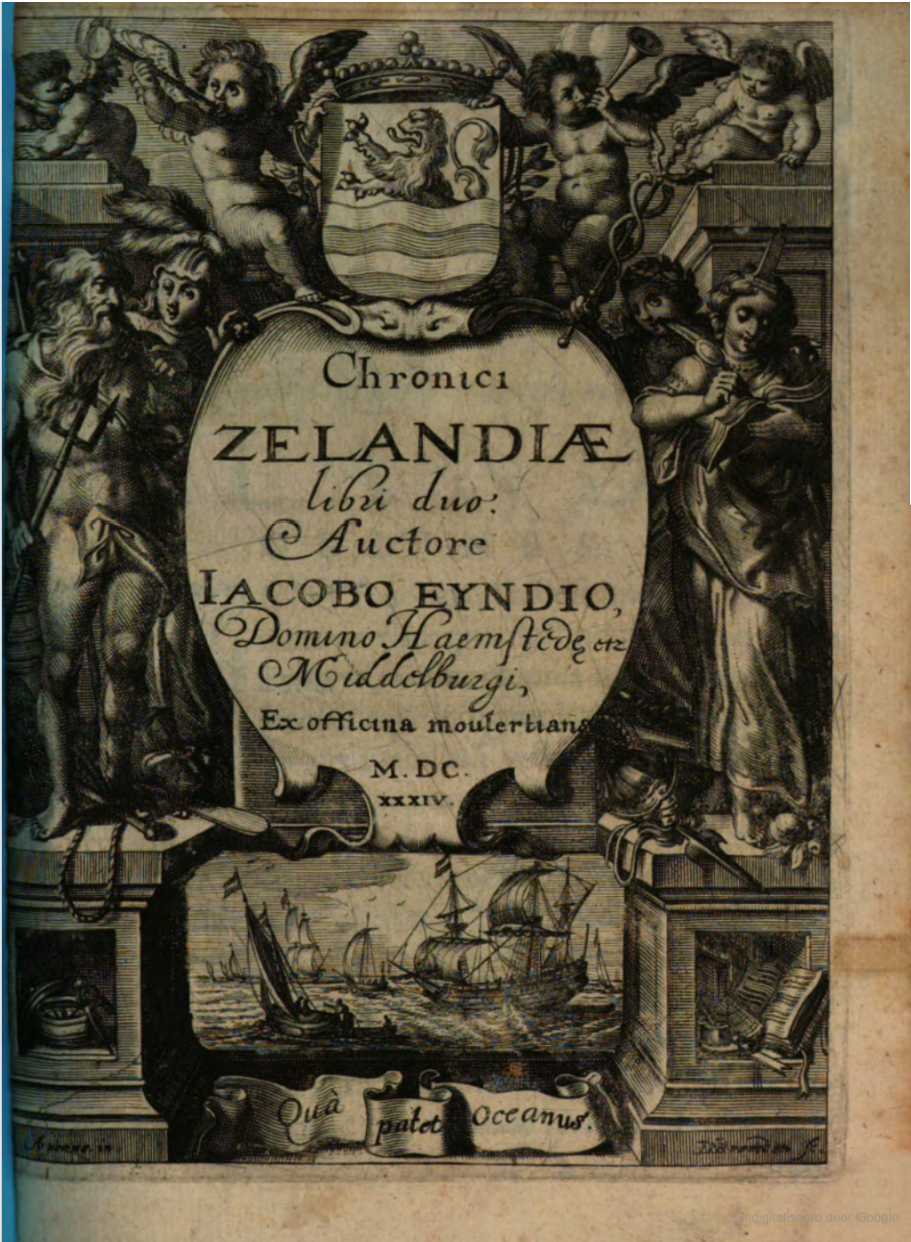
Première page du Chronici Zelandiae (1634)

Eyndius connaît bien la poésie. Ses œuvres reflètent ses compétences dans le domaine des lettres, en particulier la poésie latine. Il maîtrise aussi le grec et l'Antiquité profane. Son livre de poésie le plus connu est le Poëmata. Ce recueil de poèmes est divisé en six sections,, à savoir: Nassovica; Duo de libri Belli Flandrici; Mars exul.; Senatus Convivalis; Epicedium dans l'acerbum Jani Dousae sunus; Nugarum liber inhabituel.
Les deux premiers livres sont en vers héroïque. En 1614, Adrien Hoffer les loue ainsi:
Quid rear? armatusne in te spiravit Apollo,
 Ac docuit quo sint bella gerenda modo?
 An studiis, Eyndii, Mavors operatur honestits,
 Suggesit quo sint bella canenda pede?
Le dernier livre ( Nugarum one ) du Poe'mata est réimprimé plus tard avec quelques pièces de Daniel Heinsius.
Des poèmes de Van den Eynde Ole Borch commente: Faverunt & Musae Jacobo Eyndio, Centurioni Batavo, cujus Bellum Flandricum [...] non parum gratiae habet: durior ejusdem Mars exul: venustiores Elegi, nec adeo in Nugis nugatur.

## Œuvres
Lors de son séjour à Haamstede, Eyndius écrit deux livres en latin: une chronique de Zélande, qui est le premier du genre. L'œuvre inachevée tombe dans l'oubli après la mort de Van den Eynde, mais est plus tard sauvée par l'État de Zélande. L'État remet en lumière cette œuvre en la publiant sous le nom de Chronici Zelandiae Libri duo auctore Jacobo Eyndio, Domino Haemstede. Selon Heer de Witte, cet ouvrage est une « mine d'or de la scolarité » et, parmi tous ceux écrits sur Zélande, « celui qui vaut le plus la lecture ». Le premier livre des Chronici est traduit en néerlandais par Mattheus Smallegange, qui l'insère textuellement dans son Kronijk van Zeeland.
L'édition de 1634 du Chronici comprend un avant-propos de 22 pages, avec une dédicace à l'État de Zélande et des remerciements à l'éditeur Jean de Brune et à l'imprimeur Simon Moulert; quelques poèmes en l'honneur de l'auteur et une très courte préface. Le premier livre, qui se termine à la page 131 de la première édition, traite des « antiquités de Zélande ». Le premier livre est très poétique, ésotérique, expliquant rarement les faits, et Eyndius ne présente au lecteur que « quelques citations, hors-d'œuvre, conjectures et énigmes ». Il est plus concret dans le deuxième livre, où, cependant, son style est encore « vague et dur », et l'auteur semble imiter Tacitus. Dans cet ouvrage, Eyndius démystifie certains mythes concernant les comtes hollandais. D'autre part il invente également des mythes pour la Zélande, comme par exemple que les Colonnes d'Hercule s'y trouvent. Le travail de démythologisation d'Eyndius est suivi par de grands noms dans l'historiographie hollandaise comme Scriverius (1576-1660), Jan Uytenhage de Mist (1636-1668) et Simon van Leeuwen (1626-1682).
Le Saltationibus Veterum de Van den Eynde est dédié à Joseph Scaliger,. Le travail semble avoir été inclus par Johann Georg Grævius dans son Trésor des antiquités romaines.
- Poëmata (1611)
- Chronici Zelandiae libri duo (1634)
- De Saltationibus Veterum
- Hydropyricon liber

## Héritage
Les œuvres d'Eyndius sont sauvées par l'État de Zélande et publiées vingt ans après sa mort,. Sa chronique de Zélande a été saluée comme la meilleure de son genre,. Le travail a inspiré Mattheus Smallegange, qui l'a continué dans son Nieuwe Cronyk van Zeeland.